# أحمد باي بن عبد الله المملوك
أحمد باي بن عبد الله المملوك هو باي قسنطينة وحاكم بايلك الشرق ضمن أيالة الجزائر في العهد العثماني حكم مرتين الأولى في فبراير 1818م (1233 هـ) والمرة الثانية في شهر أوت 1820م (1235 هـ).

## السيرة

### الطفولة والنشأة
عرف في طفولته بين افراد قبيلته بالشجاعة والفروسية. حصل باكراً على قيادة قبائل العياشة وبني مزلين، زعيم يعرف كيف يكون محبوباً بواسطة حياده وأحكامه ومشورته. عرف بسرعة باسمه وسمعته في جميع الأنحاء وبشكل متزايد مع تقدمه في العمر.

### أول تعيين في 1818
برفقة اثنين من المبعوثين من الجزائر العاصمة، عين أحمد باي باياً على قسنطينة. تسلم السلطة مع صلاحيات كبيرة في المسائل الإدارية، قدم جزء من الأموال الموجودة في صندوق المدينة لبايلك الجزائر.
شكل قبائل المخزن وعين القادة المسؤولين عن فرض ضرائب على القبائل التي تسمى «رياس»:
- الخليفة الحاج أحمد بن محمد شريف.
- أغا الدايرة (القائد العسكري للدوائر) بوزيان بن العلمي.
- الباش سراج (رئيس إسطبلات الخيول الباي) بلقاسم بن زكري.
- الباش سيار (رئيس البريد) عبد الله بن زكري
- قايد الدار (أغا متقاعد مكلف بإدارة وشرطة المدينة) مصطفى بن الأبيض.
- الباش كاتب (كاتب الباي) الحاج عبد الرحمان بن نعمون.

رغب أحمد باي في إجراء حملة عقابية ضد قبيلة بني عامر من سطيف، تلقى رسالة من داي الجزائر الداي حسين الذي خلف علي السادس خوجة المتوفي بالطاعون في 1 مارس 1818.
إقتاده مبعوثين من الداي إلى الجزائر ونفي إلى مازونة. استمر حكمه لقسنطينة ستة أشهر.

### ثاني تعيين في 1820
عندما استلم أحمد باي بن عبد الله المملوك للمرة الثانية قفطان كبار الشخصيات التركية وعين باي لقسنطينة، لجأ سابقه إبراهيم خوجة باي الغربي إلى قبيلة سيقوس. بأمر من الباشا ألقي القبض عليه وسجن وقطع رأسه في قسنطينة. الأعيان مثل بربر علي قايد العواسي وأحمد بن نوة الذين كانوا سعداء بفصله، حجزت ممتلكاتهم ونفوا إلى المدية.]
قام بإصلاح الإدارة وإعادة هيكلة تركيبة المخزن.
- أغا الدائرة أحمد بن الحملاوي.
- الخليفة أمين خوجة بدل محمود بن شاكر
- الباش سيار السي عبد الله بن زكري
- الشيخ علي بن الحاج باباه
- الباش كاتب الحاج عبد الرحمان بن نعمون
- قايد الدار مصطفى بن الأبيض
- قايد العواسي إبراهيم القريلي
- قايد الزمالة فرحات بن سحنون

أصبح أحمد باي انتقامياً وعدوانياً مطلقاً غارات متكررة ضد القبائل الجنوبية (النمامشة) والشيخ الحسناوي بن بلقاسم قائد الأوراس. واصل هجماته الحربية ضد قبائل مناطق حمام ريغة وساحل الجزائر والقبائل الصغرى واولاد السي أحمد بنجاح. تلقى مقاومة أكثر من سيدي سليمان قائد أولاد عبد النور. قرر أحمد باي اغتيال شيخ الحنانشة رزقي اللاجئ في تونس، دعا الشيخ وعائلته إلى أراضيه واعداً إياه بالأمان، الطمع في الغفران وضمان الحياة تم إقتياد الشيخ وأبنائه إلى قسنطينة وأعدموا.
الخليفة محمود بن شاكر باي ممثل السلطة في قسنطينة عند غياب أحمد باي ذهب مسلحاً وبرفقة أربعين فارساً إلى قبيلة أولاد براهم والتي تنتمي إلى قبيلة أونداية الكبيرة الموالية والخادمة للباي التي تمارس مراقبة الطرق المنطقة.
عندما أصبح أحمد باي على بينة بالفظائع التي قد تشحن الناس ضده وتجعله مسؤولاً عنها وخوفاً من توبيخ داي الجزائر. لغسل هذا العار عزل الخليفة وبعث برسالة إلى الجزائر تشرح مجزرة أولاد براهم. عانت قسنطينة من نقص في القمح والشعير. في نهاية فصل الشتاء، قام الباي بخرجة عقابية ضد قبيلة من الأوراس، لكن عاد إلى قسنطينة مصاب مع فقدان العديد من الفرسان. ذهب أحمد باي إلى الجزائر للإيفاء بالضريبة وفي اليوم الثامن جاء أمر صادر من الباشا لعزله ونفيه في مازونة حيث مكث حتى وفاته.